# Rani Jhansi Marine National Park
Rani Jhansi Marine National Park - (Morski Park narodowy Rani Jhansi) zlokalizowany jest w Archipelagu Ritchie, jest nie kwestionowanym ośrodkiem ekoturystyki w dystrykcie Andamanów i Nikobarów. Położony jest około 40 km od wyspy Baratang.
Ogłoszony parkiem narodowym w roku 1996, obejmuje grupę wysp John Lawrence Island, Henry Lawrence Island oraz Outram. 
Całkowity obszar około 256 km² zawiera naturalne środowiska i posiadającą duże znaczenie dziką przyrodę jak lasy deszczowe, namorzyny, rafy koralowe, zwierzęta morskie, krokodyle, diugonie i ptaki. Olbrzymia liczba owocożernych gatunków nietoperzy pomaga w rozprzestrzenianiu nasion. 
Do parku można dostać się z Port Blair.